# 유치환
유치환(柳致環, 1908년 8월 10일(음력 7월 14일) ~ 1967년 2월 13일)은 일제강점기의 시인이자 대한민국의 시인 겸 교육자이다.

## 생애
호는 청마(靑馬)이며, 본관은 진주(晋州)이다. 외가인 경상남도 거제군에서 출생하였고, 지난날 한때 경상남도 진주에서 잠시 유아기를 보낸 적이 있으며 초등학교 입학 전 경상남도 통영군 충무읍 본가로 옮겨 가서 그곳에서 성장한 그는 극작가 유치진의 아우이기도 하다.
1931년 《문예월간》에 〈정적〉을 발표하면서 등단했다. 1939년 첫 번째 시집 《청마시초》를 발표하였다.
교육계에 투신하였던 그는 시작과 교사 일을 병행하였으며, 부산남여상(현 부산영상예술고등학교)의 교장으로 재직하던 도중 1967년 2월 13일 수정동에서 시내버스에 치여 병원으로 후송되던 도중 생을 마감하였다.

## 친일 행적 관련 논란
- 2007년 이전에도 시 《수》가 일제에 의해 효시된 독립운동가를 묘사하며 일제의 논리를 옹호한 것이 아니냐는 해석이 있어 논란이 불거졌었다.
- 1942년 2월 6일자 만선일보에 기고한, 친일성이 농후한 산문(앞선 시에 비해 글의 성격이 명확한)이 2007년 10월 19일 경남대학교 국어국문학과 박태일 교수에 의해 발견되어 친일논란이 더욱 거세질 것으로 보인다.[2][3]

## 혈연 관계
유치환은 진주류씨 대사성공파 26세손이다. (대사성공증손 계사정공증손 참봉공 제4자 (휘 사춘)파(거제파)
- 증조부: 유계원(柳啓元)
- 조부: 유지영(柳池英)
- 부친: 유준수(柳焌秀)
- 부인: 권재순(權在順, 안동권씨(安東權氏) 권수봉(權守奉)의 딸)(1915-2000)
  - 딸: 유인전(柳仁全)(1935-)
  - 딸: 유춘비(柳春妃)(1937-)
  - 딸: 유자연(柳紫燕)(1940-)
- 형: 유치진(柳致眞) - 서울예술대학교 설립자
- 형수: 심재순(沈載谆, 청송심씨(靑松沈氏) 심규섭(沈珪燮, 섭통례)의 딸) - 심상훈(沈相薰, 참정대신)의 손녀, 한규설(韓圭卨, 참정대신)의 외손녀

## 갤러리

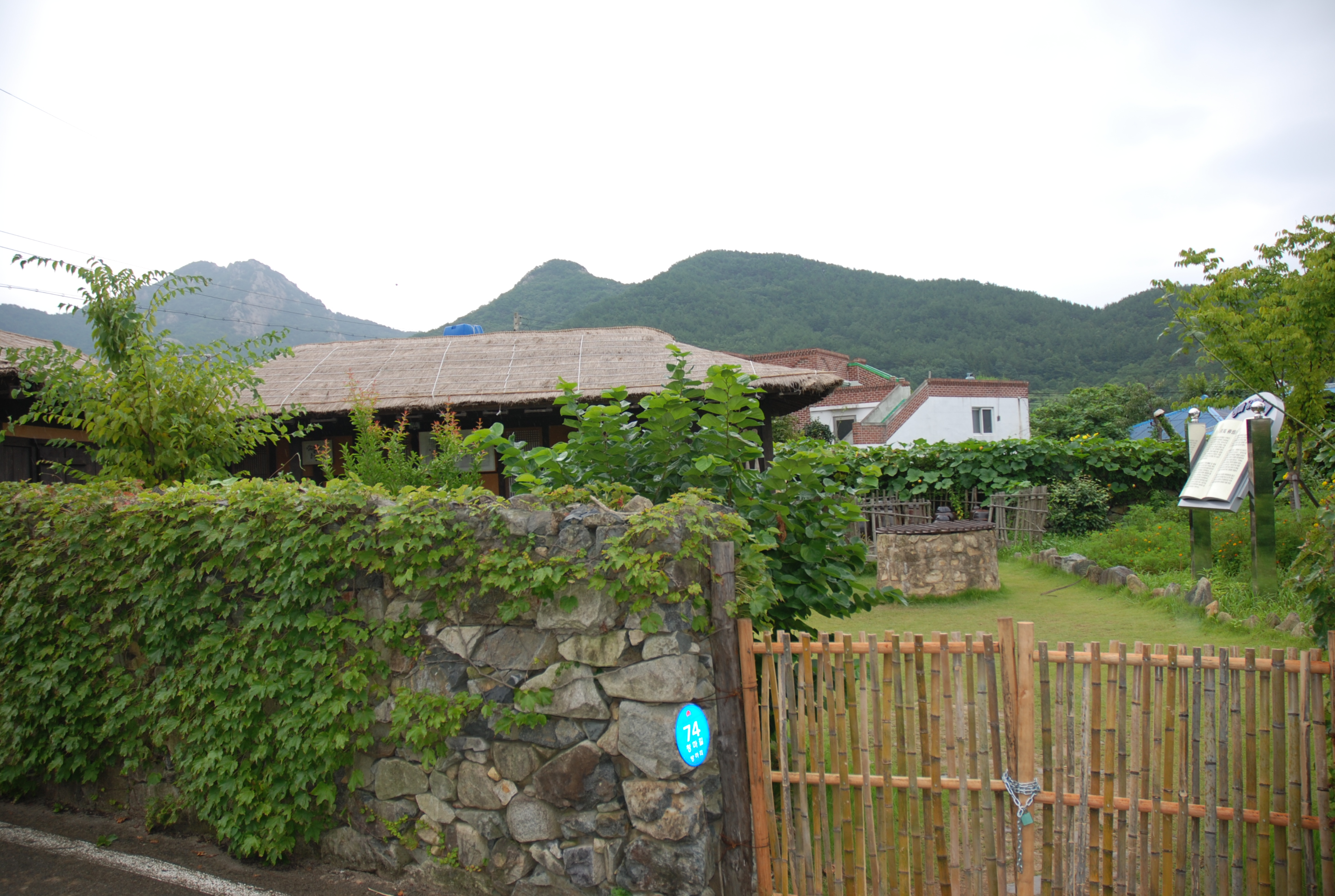
청마생가
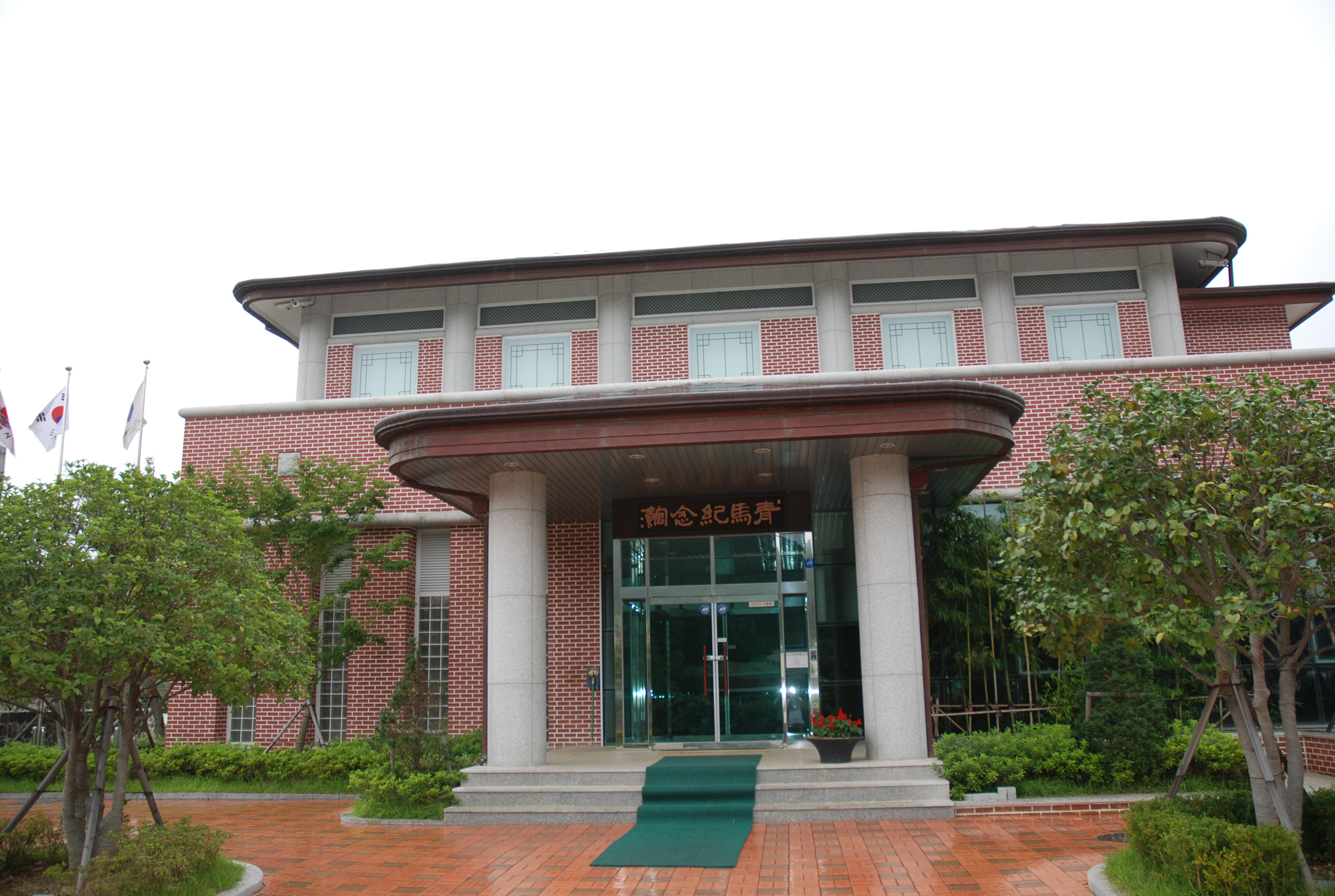
청마기념관
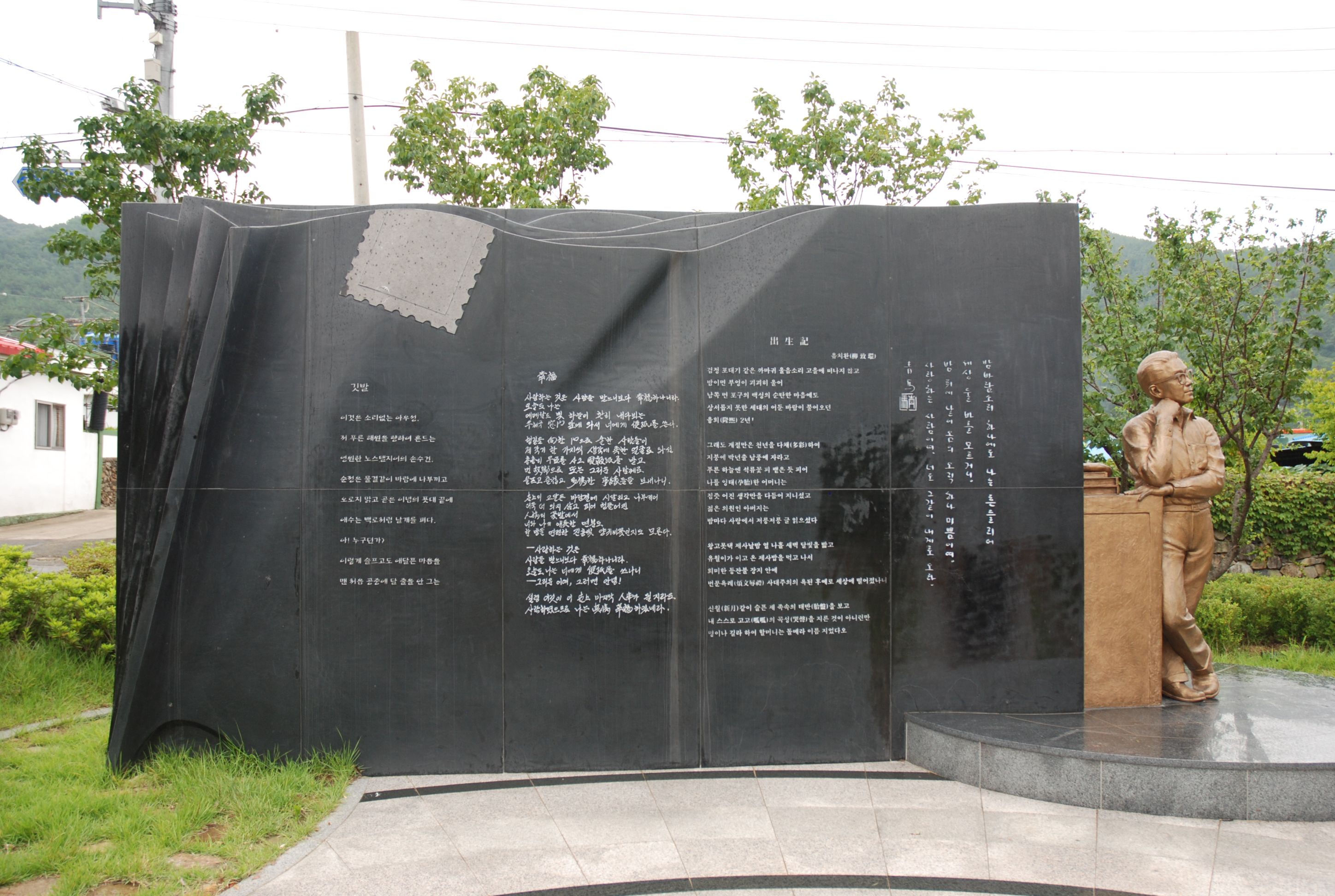
청마기념관

## 같이 보기
- 한국어 시인 목록
- 한국 문학
- 일제강점기
- 한국시인협회